# Operazione Nougat
La serie di test nucleari denominata Operazione Nougat si riferisce alle detonazioni nucleari condotte dagli Stati Uniti d'America in diverse aree del poligono nucleare denominato Nevada Test Site e, in un caso, nei pressi di Carlsbad, in Nuovo Messico, tra il 15 settembre del 1961 e il 30 giugno del 1962.

## Storia
L'operazione, che si colloca cronologicamente tra due serie di test nucleari svoltesi entrambi sempre nel sito di test nevadese, ossia l'Operazione Hardtack II e l'Operazione Sunbeam, fu condotta dalla Commissione per l'energia atomica degli Stati Uniti d'America assieme all'Armed Forces Special Weapons Project, all'Office of Civil and Defense Mobilization e ad altre agenzie governative, e fu, al tempo della sua esecuzione, l'operazione che vide il maggior numero di detonazioni nucleari mai effettuate in una sola operazione, superando di 7 detonazioni la già citata Operazione Hardtack II.
Come già accaduto per l'Operazione Hardtack II, che si svolse tra il settembre e l'ottobre del 1958, anche la progettazione e la realizzazione dell'Operazione Nougat furono influenzati non solo dai risultati ottenuti nei test nucleari precedenti ma anche dal contesto politico mondiale di quegli anni. A cominciare dal 1956, infatti, la preoccupazione dell'opinione pubblica a riguardo delle radiazioni nucleari derivanti dai test iniziò a farsi sentire, tanto che la questione della fine dei test nucleari e della sicurezza nucleare fu una di quelle che tennero banco durante le elezioni presidenziali del 1956, tanto più che anche l'Unione Sovietica aveva già pubblicamente proposto una moratoria sui test. Dato inoltre che questa operazione avrebbe dovuto svolgersi sul suolo continentale statunitense, e non nel Pacific Proving Grounds com'era accaduto per l'Operazione Hardtack I, e che il test Coulomb-C della serie denominata Project 58/58A, l'ultima ad essere stata condotta nell'NTS prima dell'Hardtack II, aveva fatto allarmare la popolazione di Los Angeles per via dell'imprevisto fallout nucleare, il malcontento della popolazione verso questi test nucleari si era fatto decisamente elevato.
Il 31 marzo 1958 l'Unione Sovietica annunciò la sospensione di tutti i test nucleari, invitando gli Stati Uniti d'America a fare altrettanto. Il 9 maggio, il leader sovietico Nikita Sergeevič Chruščëv accettò l'invito di Eisenhower a prendere parte a incontri in cui si discutesse di una moratoria dei test nucleari e le negoziazioni iniziarono così il primo giorno di luglio dello stesso anno. Come risultato, il 22 agosto 1958 Eisenhower annunciò al mondo che gli USA avrebbero sospeso i test a partire dal 31 ottobre 1958, cosa che effettivamente accadde dopo l'esplosione dell'ultimo test dell'Operazione Hardtack II, il test Titania. Nonostante avesse negato in più occasioni la volontà di riprendere i test nucleari, il 31 agosto 1961, Chruščëv annunciò che l'Unione Sovietica aveva deciso unilateralmente di abrogare la moratoria e già il giorno dopo, con un'esplosione da 16 chilotoni, riprese ad effettuare test nucleari atmosferici in quella serie che culminerà poi, il 30 ottobre seguente, nel lancio della bomba Tsar, il più potente ordigno mai sperimentato dall'uomo. Dal canto loro, gli Stati Uniti non si fecero attendere e, dimostrando di non essere stati con le mani in mano nei 3 anni in cui la moratoria fu rispettata, già il 15 settembre condussero il primo test dell'Operazione Nougat, il test Antler.

## Ordigni testati

Una rappresentazione di un "One-point safety test" di uno stadio primario modello Swan, dove viene fatto detonare un solo punto di innesco laterale. Il nocciolo di plutonio-239, in questo caso, è sferico e cavo e circondato da un tamper in berillio.

Come tutti i test svolti nel NTS, anche quelli dell'Operazione Nougat furono test a potenza relativamente bassa, con una potenza massima rilasciata di 67 chilotoni, che, sebbene sia pari a circa 4,5 volte la potenza della bomba atomica sganciata su Hiroshima, è centinaia di volte inferiore a quella di molti esperimenti condotti nel Pacific Proving Grounds con bombe termonucleari. La maggior parte dei test fu composta da test di sicurezza denominati "one-point", ossia volti ad assicurare che qualora ci fosse stata l'esplosione di uno dei componenti di esplosivo convenzionale posti attorno al nocciolo non si sarebbe comunque innescata la reazione di fissione nucleare, e da test di miniaturizzazione di stadi primari. Tutti i test furono inoltre condotti sottoterra, formando solo in pochi casi dei visibili crateri superficiali, anche per questo le immagini relative agli ordigni testati in quest'operazione sono decisamente poche e appartengono per la maggior parte al test Gnome, che fu condotto in un diapiro salino e che fu uno dei pochi test nucleari sotterranei, se non l'unico, a non provocare il collasso della cavità che lo ospitava.
Secondo alcuni resoconti, tra i test dell'Operazione Nougat andrebbe annoverato anche il primo test nucleare britannico svolto nel NTS, denominato Pampas e condotto il 1º marzo 1962.

## Test
| Nome           | Data e ora (UT)                | Fuso orario locale | Sito                                                            | Altitudine + quota | Modalità, Scopo                                | Tipo di ordigno                                | Potenza        | Fallout                                      | Fonti                                | Note |
| -------------- | ------------------------------ | ------------------ | --------------------------------------------------------------- | ------------------ | ---------------------------------------------- | ---------------------------------------------- | -------------- | -------------------------------------------- | ------------------------------------ | --- |
| Antler         | 15 settembre 1961, 17:00:00,12 | PST (-8 ore)       | NTS Area U12e.03a 37.1879°N 116.20863°W                         | 2254 m - 402,03 m  | Tunnel sotterraneo, sviluppo armamenti         | W-45                                           | 2,6 kt         | Rilevato, 210 kCi (7 800 TBq)                | [ 1 ] [ 6 ] [ 7 ] [ 8 ] [ 9 ] [ 10 ] | |
| Shrew          | 16 settembre 1961, 19:45:00,12 | PST (-8 ore)       | NTS Area U3ac 37.0484°N 116.03367°W                             | 1200 m - 98,07 m   | Pozzo sotterraneo, sviluppo armamenti          | Ordigno Scarab                                 | 17 t           | Rilevato, inferiore a 490 Ci (18 000 GBq)    | [ 1 ] [ 6 ] [ 10 ] [ 8 ] [ 9 ]       | |
| Boomer         | 1º ottobre 1961, 21:30:00,12   | PST (-8 ore)       | NTS Area U3aa 37.04829°N 116.03526°W                            | 1200 m - 100,64 m  | Pozzo sotterraneo, sviluppo armamenti          | Ordigno Scarab                                 | meno di 0,1 kt | Rilevato, inferiore a 2,5 kCi (93 TBq)       | [ 1 ] [ 6 ] [ 10 ] [ 8 ] [ 9 ]       | |
| Chena          | 10 ottobre 1961, 18:00:00,13   | PST (-8 ore)       | NTS Area U12b.09 37.19423°N 116.20791°W                         | 2250 m - 255,42 m  | Pozzo sotterraneo, sviluppo armamenti          | Stadio primario Tsetse                         | meno di 20 kt  | Rilevato, 760 Ci (28 000 GBq)                | [ 1 ] [ 6 ] [ 10 ] [ 8 ] [ 9 ]       | Simile al test Fishbowl Swordfish, rilasciò meno potenza del previsto. |
| Mink           | 29 ottobre 1961, 18:30:00,13   | PST (-8 ore)       | NTS Area U3ae 37.04851°N 116.03195°W                            | 1201 m - 192,1 m   | Pozzo sotterraneo, sviluppo armamenti          |                                                | meno di 20 kt  | Rilevato, 50 Ci (1 800 GBq)                  | [ 1 ] [ 6 ] [ 10 ] [ 9 ]             | Simile al test Quay dell'Operazione Hardtack II e al test Linden dell'Operazione Hardtack I, risultò in una fiammella. |
| Fisher         | 3 dicembre 1961, 23:04:59,63   | PST (-8 ore)       | NTS Area U3ah 37.04581°N 116.02853°W                            | 1198 m - 363,72 m  | Pozzo sotterraneo, sviluppo armamenti          | Forse stadio primario XW-50 per uso su missile | 13,4 kt        | Rilevato, inferiore a 500 Ci (18 000 GBq)    | [ 1 ] [ 6 ] [ 8 ] [ 9 ]              | Ripetizione del test Mink, rilasciò meno potenza del previsto. |
| Gnome          | 10 dicembre 1961, 19:00:00,0   | MST (-7 ore)       | nei pressi di Carlsbad, in Nuovo Messico 32.26298°N 103.86592°W | 1013 m - 360 m     | Pozzo sotterraneo, sviluppo per scopi pacifici |                                                | 3,1 kt         | Rilevato al di fuori del sito di detonazione | [ 1 ] [ 10 ] [ 9 ]                   | Fatto detonare all'interno di un diapiro salino, l'ordigno creò una cavità larga circa 52 m e alta 24. |
| Mad            | 13 dicembre 1961, 18:00:00,16  | PST (-8 ore)       | NTS Area U9a 37.12656°N 116.04962°W                             | 1254 m - 219,15 m  | Pozzo sotterraneo, sviluppo armamenti          |                                                | 500 t          |                                              | [ 1 ] [ 6 ] [ 10 ] [ 9 ]             | Simile ai test Hoosic e Stillwater, rilasciò meno potenza del previsto, fu un tentativo di standardizzare fonti di energia relativamente bassa per esperimenti futuri. |
| Ringtail       | 17 dicembre 1961, 16:35:00,13  | PST (-8 ore)       | NTS Area U3ak 37.04317°N 116.02616°W                            | 1196 m - 362,99 m  | Pozzo sotterraneo, sviluppo armamenti          | Forse stadio primario XW-54                    | meno di 20 kt  | Rilevato, inferiore a 10 Ci (370 GBq)        | [ 1 ] [ 6 ] [ 8 ] [ 9 ]              | Simile ai test Shrew e Boomer, ebbe lo scopo di ottimizzare sistemi leggeri per un futuro utilizzo tattico. |
| Feather        | 22 dicembre 1961, 16:30:00,13  | PST (-8 ore)       | NTS Area U12b.08 37.1949°N 116.20916°W                          | 2242 m - 247,5 m   | Tunnel sotterraneo, sviluppo armamenti         |                                                | 150 t          | Rilevato, 380 Ci (14 000 GBq)                | [ 1 ] [ 6 ] [ 10 ] [ 9 ]             | |
| Stoat          | 9 gennaio 1962, 16:30:00,14    | PST (-8 ore)       | NTS Area U3ap 37.04459°N 116.03592°W                            | 1198 m - 302,33 m  | Pozzo sotterraneo, sviluppo armamenti          |                                                | 5,1 kt         | Rilevato, 8 Ci (300 GBq)                     | [ 1 ] [ 6 ] [ 8 ] [ 9 ]              | Il test, che andò come previsto, fu il primo di una serie di test volti a sviluppare un nuovo sistema di detonazione a punti multipli di cui fecero parte anche i test Agouti, Armadillo, Ermine, Chinchilla I e Chinchilla II.                                               |
| Agouti         | 18 gennaio 1962, 18:00:00,13   | PST (-8 ore)       | NTS Area U3ao 37.0472°N 116.03523°W                             | 1200 m - 260,95 m  | Pozzo sotterraneo, sviluppo armamenti          |                                                | 6,4 kt         |                                              | [ 1 ] [ 8 ] [ 9 ]                    | Simile al test Stoat fu volto allo sviluppo di un nuovo sistema di implosione. |
| Dormouse       | 30 gennaio 1962, 18:00:00,13   | PST (-8 ore)       | NTS Area U3aq 37.04679°N 116.04034°W                            | 1200 m - 363,14 m  | Pozzo sotterraneo, sviluppo armamenti          |                                                | 10 kt          |                                              | [ 1 ] [ 6 ] [ 8 ] [ 9 ]              | Test di ottimizzazione della configurazione simile ai test Mink, Fisher, Raccoon e Packrat. |
| Stillwater     | 8 febbraio 1962, 18:00:00,16   | PST (-8 ore)       | NTS Area U9c 37.1272°N 116.05354°W                              | 1259 m - 181,36 m  | Pozzo sotterraneo, sviluppo armamenti          |                                                | 3,1 kt         |                                              | [ 1 ] [ 6 ] [ 8 ] [ 9 ]              | Simile ai test Mad e Hoosic. |
| Armadillo      | 9 febbraio 1962, 16:30:00,13   | PST (-8 ore)       | NTS Area U3ar 37.04354°N 116.03981°W                            | 1198 m - 239,69 m  | Pozzo sotterraneo, sviluppo armamenti          |                                                | 7.1 kt         | Rilevato, inferiore a 120 Ci (4 400 GBq)     | [ 1 ] [ 6 ] [ 8 ] [ 9 ]              | Simile al test Stoat fu volto allo sviluppo di un nuovo sistema di implosione. |
| Hardhat        | 15 febbraio 1962, 18:00:00,1   | PST (-8 ore)       | NTS Area U15a 37.22626°N 116.06018°W                            | 1532 m - 287,43 m  | Pozzo sotterraneo, effetto armamenti           |                                                | 5,7 kt         |                                              | [ 1 ] [ 6 ] [ 10 ] [ 9 ] [ 11 ]      | Test di strutture sotterranee rinforzate. |
| Chinchilla I   | 19 febbraio 1962, 16:30:00,13  | PST (-8 ore)       | NTS Area U3ag 37.04905°N 116.03023°W                            | 1201 m - 150,08 m  | Pozzo sotterraneo, sviluppo armamenti          |                                                | 1.9 kt         | Rilevato, 2 Ci (74 GBq)                      | [ 1 ] [ 6 ] [ 8 ] [ 9 ]              | Volto allo sviluppo di un nuovo sistema di implosione, dimostrò che il sistema non era sicuro. |
| Codsaw         | 19 febbraio 1962, 17:50:00,16  | PST (-8 ore)       | NTS Area U9g 37.12743°N 116.03806°W                             | 1258 m - 212,14 m  | Pozzo sotterraneo, sviluppo armamenti          | W45                                            | 2 kt           | Rilevato, inferiore a 1 kCi (37 TBq)         | [ 1 ] [ 6 ] [ 8 ] [ 9 ]              | Simile ai test Hoosic, Hudson e Arikaree. |
| Cimarron       | 23 febbraio 1962, 18:00:00,16  | PST (-8 ore)       | NTS Area U9h 37.12881°N 116.04918°W                             | 1256 m - 304,8 m   | Pozzo sotterraneo, sviluppo armamenti          |                                                | 11,9 kt        | Rilevato, 750 Ci (28 000 GBq)                | [ 1 ] [ 6 ] [ 8 ] [ 9 ]              | Il test andò meglio del previsto, convalidando il progetto di una testata migliorata. |
| Platypus       | 24 febbraio 1962, 16:30:00,13  | PST (-8 ore)       | NTS Area U3ad 37.0483°N 116.03264°W                             | 1200 m - 57,84 m   | In cratere, sviluppo armamenti                 |                                                | meno di 20 kt  |                                              | [ 1 ] [ 6 ] [ 10 ] [ 9 ]             | Simile ai test Shrew, Boomer e Ringtail. |
| Danny Boy      | 5 marzo 1962, 18:15:00,12      | PST (-8 ore)       | NTS Area U18a 37.11091°N 116.3658°W                             | 1641 m - 30 m      | In cratere, effetto armamenti                  |                                                | 430 t          | Rilevato, 850 kCi (31 000 TBq)               | [ 1 ] [ 6 ] [ 10 ] [ 8 ] [ 9 ]       | Test di un ordigno atomico per demolizioni effettuato su un cratere di basalto. Il progetto prevedeva il rilascio di una potenza pari a 0,47 chilotoni e l'esplosione ne espresse 0,43.                                                                                       |
| Ermine         | 6 marzo 1962, 16:30:00,13      | PST (-8 ore)       | NTS Area U3ab 37.04837°N 116.0344°W                             | 1201 m - 73,15 m   | Pozzo sotterraneo, test di sicurezza           |                                                | meno di 20 kt  |                                              | [ 1 ] [ 6 ] [ 10 ] [ 9 ]             | Test di sicurezza di un nuovo sistema di implosione. |
| Brazos         | 8 marzo 1962, 18:00:00,21      | PST (-8 ore)       | NTS Area U9d 37.12212°N 116.04976°W                             | 1254 m - 256,34 m  | Pozzo sotterraneo, sviluppo armamenti          | Forse uno stadio primario XW-55                | 8,4 kt         | Rilevato, 1,1 kCi (41 TBq)                   | [ 1 ] [ 6 ] [ 8 ] [ 9 ]              | Test di un avanzato sistema di implosione, la potenza attesa andava da 5 ai 10 kt. |
| Hognose        | 15 marzo 1962, 16:30:00,13     | PST (-8 ore)       | NTS Area U3ai 37.04393°N 116.03186°W                            | 1198 m - 240,33 m  | Pozzo sotterraneo, sviluppo armamenti          |                                                | 8 kt           |                                              | [ 1 ] [ 6 ] [ 8 ] [ 9 ]              | Simile ai test Mercury e Oberon dell'Operazione Hardtack II. |
| Hoosic         | 28 marzo 1962, 18:00:00,16     | PST (-8 ore)       | NTS Area U9j 37.12437°N 116.03483°W                             | 1264 m - 186,84 m  | Pozzo sotterraneo, sviluppo armamenti          | Forse uno stadio primario XW-45                | 3,4 kt         | Rilevato, 10 kCi (370 TBq)                   | [ 1 ] [ 6 ] [ 8 ] [ 9 ]              | Simile ai test Hudson e Arikaree, la potenza attesa era compresa tra i 2 e i 3,5 chilotoni. |
| Chinchilla II  | 31 marzo 1962, 18:00:00,13     | PST (-8 ore)       | NTS Area U3as 37.04687°N 116.03776°W                            | 1200 m - 136,67 m  | Pozzo sotterraneo, sviluppo armamenti          |                                                | 2 kt           | Rilevato, inferiore a 10 Ci (370 GBq)        | [ 1 ] [ 6 ] [ 8 ] [ 9 ]              | Simile al test Stoat, fu la ripetizione del test Chinchilla I, che si era rivelato non sicuro. |
| Dormouse Prime | 5 aprile 1962, 18:00:00,13     | PST (-8 ore)       | NTS Area U3az 37.04446°N 116.02425°W                            | 1197 m - 261,03 m  | Pozzo sotterraneo, sviluppo armamenti          |                                                | 10,6 kt        |                                              | [ 1 ] [ 6 ] [ 8 ] [ 9 ]              | Test di verifica della potenza, il cui valore atteso era pari a 10,5 kt. Simile ai test Dormouse, Mink, Fisher, Raccoon e Packrat. |
| Passaic        | 6 aprile 1962, 18:00:00,16     | PST (-8 ore)       | NTS Area U9l 37.11762°N 116.04487°W                             | 1248 m - 233,48 m  | Pozzo sotterraneo, sviluppo armamenti          |                                                | 9 kt           | Rilevato, 600 Ci (22 000 GBq)                | [ 1 ] [ 6 ] [ 8 ] [ 9 ]              | Test di verifica della potenza. |
| Hudson         | 12 aprile 1962, 18:00:00,16    | PST (-8 ore)       | NTS Area U9n (h?) 37.12719°N 116.04577°W                        | 1253 m - 150,88 m  | Pozzo sotterraneo, sviluppo armamenti          | Forse stadio primario W45                      | 1 kt           | Rilevato, 500 Ci (18 000 GBq)                | [ 1 ] [ 6 ] [ 8 ] [ 9 ]              | Simile ai test Arikaree, Hoosic e Codsaw. |
| Platte         | 14 aprile 1962, 18:00:00,13    | PST (-8 ore)       | NTS Area U12k.01 37.22198°N 116.15832°W                         | 1695 m - 170,69 m  | Tunnel sotterraneo, sviluppo armamenti         |                                                | 1,9 kt         | Rilevato, 1,9 MCi (70 PBq)                   | [ 1 ] [ 6 ] [ 10 ] [ 9 ]             | Test fallito di riproducibilità della potenza. |
| Dead           | 21 aprile 1962, 18:40:00,16    | PST (-8 ore)       | NTS Area U9k 37.11895°N 116.03237°W                             | 1272 m - 193,24 m  | Pozzo sotterraneo, sviluppo armamenti          |                                                | 3 kt           | Rilevato, 40 kCi (1 500 TBq)                 | [ 1 ] [ 6 ] [ 8 ] [ 9 ]              | |
| Black          | 27 aprile 1962, 18:00:00,16    | PST (-8 ore)       | NTS Area U9p 37.11843°N 116.03857°W                             | 1259 m - 217,63 m  | Pozzo sotterraneo, sviluppo armamenti          | XW-55                                          | 5 kt           | Rilevato, 150 Ci (5 600 GBq)                 | [ 1 ] [ 6 ] [ 8 ] [ 9 ]              | |
| Paca           | 7 maggio 1962, 19:33:00,14     | PST (-8 ore)       | NTS Area U3ax 37.04654°N 116.02567°W                            | 1199 m - 258,32 m  | Pozzo sotterraneo, sviluppo armamenti          |                                                | 8 kt           | Rilevato, inferiore a 10 Ci (370 GBq)        | [ 1 ] [ 6 ] [ 8 ] [ 9 ]              | Test di un ordigno di classe "100 lb/100 kt". |
| Arikaree       | 10 maggio 1962, 15:00:00,16    | PST (-8 ore)       | NTS Area U9r 37.12754°N 116.04917°W                             | 1254 m - 166,73 m  | Pozzo sotterraneo, sviluppo armamenti          | W45 ?                                          | meno di 20 kt  | Rilevato, 2 kCi (74 TBq)                     | [ 1 ] [ 6 ] [ 10 ] [ 8 ] [ 9 ]       | Simile ai test Hudson, Hoosic e Codsaw. |
| Aardvark       | 12 maggio 1962, 19:00:00,1     | PST (-8 ore)       | NTS Area U3am(s) 37.06512°N 116.03092°W                         | 1214 m - 434,04 m  | Pozzo sotterraneo, sviluppo armamenti          | TX-33Y2                                        | 40 kt          | Rilevato, inferiore a 10 Ci (370 GBq)        | [ 1 ] [ 6 ] [ 8 ] [ 9 ]              | Uno dei quattro ordigni a cannone mai testati (il primo fu Little Boy) dagli USA, gli altri saranno infatti tutti a implosione, come Fat Man. Come nel caso del test Grable, facente parte dell'Operazione Upshot-Knothole, l'ordigno TX-33 era un proiettile da artiglieria. |
| Eel            | 19 maggio 1962, 15:00:00,16    | PST (-8 ore)       | NTS Area U9m 37.12256°N 116.04809°W                             | 1253 m - 217,63 m  | Pozzo sotterraneo, sviluppo armamenti          |                                                | 4,5 kt         | Rilevato, 1,9 MCi (70 PBq)                   | [ 1 ] [ 6 ] [ 8 ] [ 9 ]              | |
| White          | 25 maggio 1962, 15:00:00,15    | PST (-8 ore)       | NTS Area U9b 37.12479°N 116.05287°W                             | 1253 m - 192,63 m  | Pozzo sotterraneo, sviluppo armamenti          | Forse uno stadio primario XW-58                | 8 kt           | Rilevato, 1,6 kCi (59 TBq)                   | [ 1 ] [ 6 ] [ 8 ] [ 9 ]              | Simile al test Sacramento. |
| Raccoon        | 1º giugno 1962, 17:00:00,14    | PST (-8 ore)       | NTS Area U3ajs 37.04556°N 116.03534°W                           | 1199 m - 164,25 m  | Pozzo sotterraneo, sviluppo armamenti          |                                                | 3 kt           |                                              | [ 1 ] [ 8 ] [ 9 ]                    | Simile ai test Dormouse, Dormouse Prime, Mink, Fisher e Packrat. |
| Packrat        | 6 giugno 1962, 17:00:00,12     | PST (-8 ore)       | NTS Area U3aw 37.04567°N 116.04015°W                            | 1199 m - 261,98 m  | Pozzo sotterraneo, sviluppo armamenti          |                                                | 13 kt          |                                              | [ 1 ] [ 6 ] [ 8 ] [ 9 ]              | Test volto a migliorare la sicurezza dell'iniziatore modulare di neutroni interno, ad aumentare la potenza rilasciata e a ridurre il peso dell'ordigno. |
| Des Moines     | 13 giugno 1962, 21:00:00,12    | PST (-8 ore)       | NTS Area U12j.01 37.22217°N 116.16301°W                         | 1696 m - 185,93 m  | Tunnel sotterraneo, sviluppo armamenti         |                                                | 2,9 kt         | Rilevato, 11 MCi (410 PBq)                   | [ 1 ] [ 6 ] [ 10 ] [ 9 ]             | Simile al test Platte, contrariamente ad esso ebbe successo. |
| Daman I        | 21 giugno 1962, 17:00:00,13    | PST (-8 ore)       | NTS Area U3be 37.04303°N 116.03103°W                            | 1197 m - 260,4 m   | Pozzo sotterraneo, sviluppo armamenti          |                                                | 11 kt          |                                              | [ 1 ] [ 6 ] [ 8 ] [ 9 ]              | |
| Haymaker       | 27 giugno 1962, 18:00:00,12    | PST (-8 ore)       | NTS Area U3au(s) 37.04154°N 116.03612°W                         | 1196 m - 408,56 m  | Pozzo sotterraneo, sviluppo armamenti          | Ordigno Moccasin                               | 67 kt          | Rilevato, inferiore a 150 Ci (5 600 GBq)     | [ 1 ] [ 6 ] [ 8 ] [ 9 ]              | Si trattò probabilmente del test di un ordigno Moccasin, già sperimentato nel test Coulomb-C del Project 58/58A e nel test Hidalgo dell'Operazione Hardtack II. |
| Marshmallow    | 28 giugno 1962, 17:00:00,11    | PST (-8 ore)       | NTS Area U16a 37.00906°N 116.20193°W                            | 2241 m - 310,9 m   | Tunnel sotterraneo, sviluppo armamenti         |                                                | meno di 20 kt  | Rilevato, 35 kCi (1 300 TBq)                 | [ 1 ] [ 6 ] [ 10 ] [ 9 ]             | |
| Sacramento     | 30 giugno 1962, 21:30:00,16    | PST (-8 ore)       | NTS Area U9v 37.11737°N 116.04829°W                             | 1246 m - 149,05 m  | Pozzo sotterraneo, sviluppo armamenti          | XW-58                                          | 4 kt           | Rilevato, inferiore a 1 kCi (37 TBq)         | [ 1 ] [ 6 ] [ 8 ] [ 9 ]              | Simile al test White. |

1. ↑  Gli Stati Uniti d'America, la Francia e il Regno Unito chiamano ogni loro singolo test con un nome in codice, mentre Unione Sovietica e Cina, salvo rari casi, non lo fanno, quindi i loro test sono identificati solo da numeri. Un trattino seguito da un numero indica un membro di un test a salve.
2. ↑  Per convertire l'ora universale in ora locale, si deve aggiungere alla prima il numero tra parentesi.
3. ↑  Nome del luogo e corrispettive coordinate. Nel caso di test missilistici, viene indicato il luogo di lancio del missile prima del luogo della detonazione. Mentre alcune località possono essere indicate con sicurezza, nel caso, ad esempio, di esplosioni in alta atmosfera, le indicazioni possono essere piuttosto inaccurate.
4. ↑  Con "altitudine" si intende l'altezza rispetto al livello del mare del terreno posto direttamente sotto l'esplosione, mentre con "quota" si intende la distanza tra tale punto e l'esplosione. Nel caso di test missilistici, il livello del terreno è indicato con "N/A". L'assenza di numeri o altre indicazioni sta a significare che il valore è sconosciuto.
5. ↑  L'energia liberata espressa in chilotoni e megatoni.